# Brachypanorpa montana
Brachypanorpa montana is een schorpioenvlieg uit de familie van de Panorpodidae. De wetenschappelijke naam van de soort is voor het eerst geldig gepubliceerd door Carpenter in 1931.
De soort komt voor in Oregon (Verenigde Staten).